# Tedeschi

Distribuzione dei tedeschi nel mondo

I tedeschi (Deutsche in lingua tedesca standard) sono un gruppo etnico localizzato prevalentemente in Germania. Degli oltre 150 milioni di persone che al mondo parlano tedesco, circa 83 milioni sono di nazionalità tedesca, insieme ad altri quasi 10 milioni di austriaci. 
Possono essere considerati tedeschi, oltre agli abitanti dell'attuale Stato tedesco (che comprende solo una parte della Germania storico-culturale), anche gli austriaci, gli svizzeri germanofoni, i lussemburghesi, i liechtensteiniani, gli alsaziani, un ridotto numero di belgi (comunità germanofona del Belgio) e di danesi, la maggior parte degli altoatesini e alcuni milioni di immigrati e loro discendenti, che, pur non essendo di madrelingua tedesca, hanno accettato forme di vita e di cultura legate al mondo germanico.
Approssimativamente vi sono altri 80 milioni di individui che hanno antenati tedeschi (i Deutschstämmige), in particolare negli Stati Uniti, in Brasile, Argentina, Francia, Cile e Canada, i quali tuttavia non parlano il tedesco come lingua nativa.
Ciò premesso, il numero totale dei tedeschi, nei paesi di lingua germanica e al di fuori di essi, risulta oscillare tra i 100 e i 150 milioni.

## Origine del nome
Il termine tedesco Deutsche trae origine dall'Alto tedesco antico diutisc (da diot, popolo) che si riferiva alla "lingua del popolo" germanico. Tuttavia, non è ancora chiaro se la parola fosse comunemente utilizzata in qualità di etnonimo. L'uso del sostantivo ein diutscher, per indicare "un tedesco" emerge solamente nel Medio alto tedesco ed è attestato dalla seconda metà del XII secolo.

## Tedeschi nel mondo

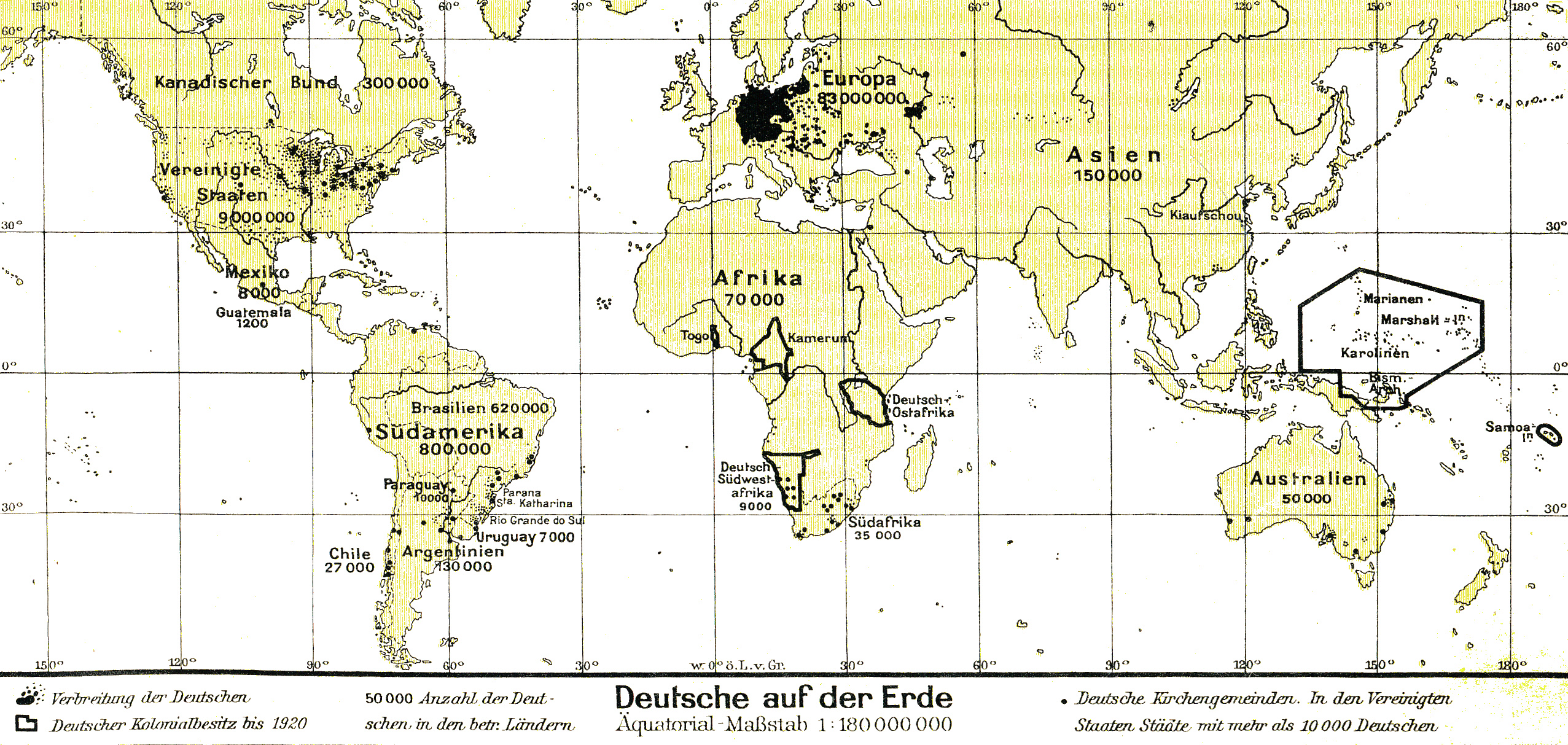
Nel 1930 quasi 100 milioni di persone in giro per il mondo erano di origine tedesca, ovvero il 4,5% della popolazione mondiale.

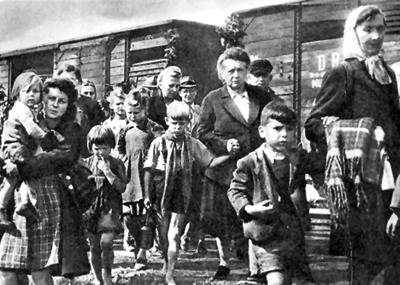
Durante il secondo dopoguerra milioni di tedeschi nell'Europa dell'est furono vittime di violenze e uccisioni, tali da comportare un esodo pressoché totale da quelle terre.

Il termine "tedesco" può identificare varie tipologie etniche. Può pertanto essere utilizzato per distinguere i cittadini tedeschi effettivamente tali dai cittadini di diversa origine; può indicare le minoranze linguistiche tedesche di altre nazioni; soprattutto in inglese, il termine Ethnic Germans viene adoperato più genericamente per indicare i discendenti di emigranti tedeschi.
Minoranze di cultura tedesca, anche se in alcuni casi maggioritariamente non germanofone, sono rappresentate in diversi paesi dell'Europa centrale e orientale (Polonia, Ungheria, Romania, Russia), ma anche dell'Africa (Namibia) e dell'America del Sud (Brasile meridionale, Cile meridionale, Argentina e Paraguay) e, soprattutto, in America settentrionale.
In Europa, l'espulsione e deportazione verso la Germania delle comunità tedesche praticata negli anni immediatamente successivi al termine della seconda guerra mondiale ha fatto sì che ad oggi nessuna significativa minoranza tedesca sia presente ad oriente della Linea Oder-Neisse e del confine con la Repubblica Ceca. Solo minoranze di esigua consistenza numerica sono rimaste nella Mitteleuropa e precisamente in Repubblica Ceca (339.106 tedeschi), Slovacchia (155.407), Polonia (262.900) e Ungheria (circa 230.000). Nel resto d'Europa, anche Belgio (70.000 tedeschi), Danimarca ed Italia presentano significative minoranze di lingua ed etnia tedesca. Alcune di esse, come in Italia, hanno garantite particolari autonomie come rappresentano i casi dello statuto speciale per la provincia autonoma di Bolzano, dove i germanofoni detengono la predominanza delle leve politiche ed economiche. Un caso particolare e opposto è costituito dall'Alsazia, in Francia, dov'è storicamente parlato il dialetto alsaziano, di ceppo alemanno, ma non il tedesco standard, e dove almeno dai primi anni settanta la popolazione è perfettamente integrata linguisticamente e culturalmente con il resto della nazione francese, nella quale gli alsaziani si identificavano già da molto prima. Una minoranza di tedeschi di una certa consistenza, detti "sashi" (sassoni) era presente anche nella Transilvania rumena (Siebenburgen), ma la maggior parte di essi è emigrata in Germania dopo il 1945, anche se ne restano ancora alcune migliaia.
La comunità di ascendenze tedesche più numerosa al mondo dopo quella radicata in Germania, è presente negli Stati Uniti e conta, secondo le statistiche ufficiali statunitensi, circa 50 milioni di persone (tenendo anche conto di circa 800.000 oriundi austriaci), ovvero oltre il 17% degli abitanti (rilevazione 2005) degli States (il 23% dei bianchi americani). Tale comunità risulta essere anche il gruppo etnico europeo più consistente al di fuori dell'Europa. La maggior parte dei tedeschi americani vive negli stati del Medio-atlantico (Pennsylvania) e del Nord Midwest (Iowa, Minnesota, Ohio, Wisconsin, Illinois, Indiana, Dakota del Nord, Dakota del Sud e Missouri orientale) ma si possono individuare delle "enclavi" in altri stati (ad esempio in Texas e Louisiana). Notevole pure l'apporto tedesco alla popolazione di Canada (circa il 9% della popolazione) ed Australia (circa il 4%).
Sin dal Medioevo gruppi di tedeschi hanno colonizzato vaste aree dell'Europa Orientale e prima della seconda guerra mondiale erano presenti minoranze di una certa entità in Cecoslovacchia (tedeschi dei Sudeti e tedeschi dei Carpazi), Russia (tedeschi di Russia), Polonia, Transilvania e Paesi Baltici (soprattutto in Lettonia). Dopo il conflitto si sono verificate espulsioni e migrazioni volontarie che ne hanno notevolmente ridotto il numero. Secondo i censimenti più recenti, in Polonia si contano 152.900 tedeschi, in Russia 394.138, nella Repubblica Ceca 39.106, in Slovacchia 5.405, in Ungheria 150.000, in Romania 60.000 e, nei Paesi Baltici, poche decine di migliaia.
Alcuni gruppi possono essere classificati come tedeschi anche se hanno perso la propria lingua madre e parte delle proprie tradizioni. Fra questi sono compresi i circa due milioni di tedeschi che prima degli anni novanta vivevano nell'Unione Sovietica, specialmente in Russia e Kazakistan, e la gran maggioranza dei 50 milioni di oriundi germanici (e austro-germanici) radicati negli Stati Uniti d'America.